# Vũ Trọng Khánh
Vũ Trọng Khánh (1912 – 1996) là một luật sư người Việt Nam. Ông là Bộ trưởng Bộ Tư pháp đầu tiên của Chính phủ Việt Nam Dân chủ Cộng hòa. Ông từng làm Đốc lý Thành phố Hải Phòng thời Đế quốc Việt Nam.

## Cuộc đời và sự nghiệp
Ông sinh ngày 13 tháng 3 năm 1912 trong một gia đình tiểu thương ở Hà Nội, nguyên quán tại làng Cự Đà, xã Cự Khê, huyện Thanh Oai, tỉnh Hà Đông (nay thuộc Hà Nội). Nhiều giấy tờ ghi ông sinh năm 1913, nhưng theo tờ Công an nhân dân ngày 17/10/2010 thì ông sinh năm Nhâm Tý (1912). Em trai ông là Vũ Trọng Tống, sau là Đại tá Quân đội nhân dân Việt Nam.
Từ 11 tuổi đến 21 tuổi ông theo học Tây học ở trường Lyceé Alber Sarraut Hà Nội. Từ năm 1933, ông theo học trường Cao đẳng Luật tại Hà Nội. Tại đây, ông quen biết với Nguyễn Thế Rục và được ông này giới thiệu tham gia hoạt động tại Tổng hội Sinh viên Đông Dương.
Năm 1936, ông tốt nghiệp cử nhân Luật nhưng chưa được phép hành nghề luật sư. Vì vậy, ông nhận làm thư ký cho một luật sư người Pháp tại Hải Phòng tên là Laubies. Trong thời kỳ Mặt trận Bình dân lên nắm quyền ở Pháp, ông tham gia nhóm làm báo Le Travail (Báo Lao động) đón Godard ở Hà Nội, tham gia vào các tổ nghiên cứu Mác-xít và tổ Thanh niên Dân chủ. Trong tổ có Đào Duy Kỳ, Vũ Đình Huỳnh, Phan Tử Nghĩa, Huỳnh Văn Phương.
Năm 1938, Mặt trận Bình dân đổ, chính phủ của Thủ tướng Édouard Daladier lên cầm quyền tại Pháp. Các nhóm dân chủ tại Đông Dương đều bị giải tán và phải rút vào hoạt động bí mật. Năm 1939, ông được công nhận là Luật sư tập sự, được phân công nhận bào chữa cho nhiều chiến sĩ cách mạng tại tòa án của chính quyền thực dân Pháp. Một thời gian sau, ông được công nhận Luật sư chính thức.

## Thị trưởng Hải Phòng
Sau khi Nhật đảo chính Pháp, chính phủ Trần Trọng Kim được thành lập tháng 4 năm 1945. Tháng 7 năm 1945, ông được chính phủ này bổ nhiệm làm Đốc lý Hải Phòng (tương đương Thị trưởng).
Trong Hồi ký Tôi làm Thị trưởng Hải Phòng, ông viết:
"Lý do cấp bách tôi phải nhận làm Thị trưởng là sau khi Nhật đảo chính Pháp, thành phố như con ngựa đứt cương; công chức và nhân dân tụ tập, bàn tán, nghe ngóng, không ai cầm đầu. Viên lãnh sự Nhật Nô-mi chịu trách nhiệm hành chính thực ra chẳng biết làm gì, quân đội và hiến binh Nhật nắm chặt an ninh. Những tên Việt gian tống tiền; dịch vụ hốt rác đổ thùng phân trì trệ, nước, điện chập chờn... Không có người lương thiện ra nắm quyền chỉ huy thì kẻ bất lương chạy chọt sẽ nhảy vào ghế Thị trưởng để dựa vào Nhật làm hại dân. Nhất thiết tôi phải nắm ngay ghế Thị trưởng".
Với mối quan hệ cũ từ thời Mặt trận Bình dân, các cán bộ Việt Minh đã vận động ông tham gia mặt trận. Đêm 21/8/1945, Vũ Quốc Uy, cán bộ Việt Minh phụ trách Hải Phòng đến nhà ông ở số 9 ngõ Thuận Thái, đường Cát Dài, làm việc đến 3 giờ sáng, bàn kế hoạch chuyển giao chính quyền. Cả hai bên cùng đi đến quyết định khởi nghĩa vào sáng 23/8/1945.
Mọi việc được tiến hành đúng như kế hoạch. Sáng 23/8/1945, Hải Phòng giành chính quyền thắng lợi trọn vẹn. Trong cuộc mít tinh mừng thắng lợi tại Quảng trường Nhà hát thành phố với hơn một vạn quần chúng tham dự Ủy ban nhân dân cách mạng lâm thời thành phố Hải Phòng do đồng chí Vũ Quốc Uy làm Chủ tịch ra mắt đồng bào, luật sư Vũ Trọng Khánh là uỷ viên hành chính.

## Bộ trưởng Tư pháp đầu tiên
Khi chính phủ lâm thời Việt Nam Dân chủ Cộng hòa ra mắt quốc dân, ông được cử làm Bộ trưởng Tư pháp đầu tiên của Việt Nam vào ngày 2 tháng 9 năm 1945. Ngày 20 tháng 9 năm 1945, ông được cử tham gia Ủy ban dự thảo Hiến pháp và là một trong 7 thành viên (Hồ Chí Minh, Nguyễn Phúc Vĩnh Thụy - tức Bảo Đại, Đặng Thai Mai, Vũ Trọng Khánh, Lê Văn Hiến, Nguyễn Lương Bằng, Đặng Xuân Khu - tức Trường Chinh).
Sau khi chính phủ mới được thành lập ngày 2 tháng 3 năm 1946, ông trở thành chuyên viên tư pháp của chính phủ. Ngày 3 tháng 5 năm 1946, ông được cử tham gia vào Hội đồng Phúc thẩm đặt tại Bộ Nội vụ (cùng với Huỳnh Thúc Kháng, Bùi Bằng Đoàn). Ngày 4 tháng 6 năm 1946, ông được cử làm Cố vấn cho Phái đoàn Việt Nam sang đàm phán tại Paris. Thay ông tại Hội đồng Phúc thẩm là Thẩm phán Vũ Văn Huyền từ 2/7/1946.
Trên cương vị Bộ trưởng Bộ Tư pháp Việt Nam, ông đã trình và được chính phủ duyệt hai văn bản tư pháp nền tảng quan trọng: Sắc lệnh số 13 ngày 21 tháng 1 năm 1946 về tổ chức các tòa án thường, và Sắc lệnh số 21 ngày 14 tháng 2 năm 1946 về tổ chức tòa án quân sự. Tuy chỉ giữ chức vụ Bộ trưởng Tư pháp trong 181 ngày nhưng ông đã có những đóng góp quan trọng trong việc giữ gìn cơ sở, cán bộ cũng như xây dựng hệ thống tư pháp cho nền cộng hòa non trẻ.
Lý do ông không tiếp tục làm Bộ trưởng Bộ Tư pháp sau ngày 2 tháng 3 năm 1946 được con trai ông là TS Vũ Trọng Khải giải thích như sau: Điều 47, Hiến pháp 1946 ghi: "... Thủ tướng chọn các Bộ trưởng trong Nghị viện và đưa ra Nghị viện biểu quyết toàn thể danh sách...". Tức là Bộ trưởng nhất thiết phải là đại biểu Quốc hội (chính vì Hiến pháp 1946 quy định Bộ trưởng phải là nghị viên (đại biểu quốc hội) nên Luật sư Vũ Trọng Khánh, do không đắc cử đại biểu Quốc hội ở Hải Phòng, không được giữ chức Bộ trưởng Tư pháp trong Chính phủ chính thức và chuyển sang giữ chức vụ Chưởng lý Tòa thượng thẩm, tức Viện trưởng Viện công tố tại Tòa án tối cao, và cụ Vũ Đình Hòe rời chức Bộ trưởng Bộ Quốc gia giáo dục trong Chính phủ lâm thời để nhận chức Bộ trưởng Bộ Tư pháp trong Chính phủ chính thức. Về lý do Luật sư Vũ Trọng Khánh thất cử đại biểu Quốc hội ở Hải Phòng năm 1946, cụ Vũ Đình Hòe đã kể với tôi là do bọn Việt quốc, Việt cách phá hoại, muốn loại cụ Vũ Trọng Khánh, bằng cách bôi trên các tờ áp phích để biến tên "Vũ Trọng Khánh" thành tên "Vũ Hồng Khanh", một lãnh tụ Việt quốc; còn chính Luật sư Vũ Trọng Khánh đã kể với tôi rằng, do cụ đã không nhận lời giới thiệu là ứng viên của Mặt trận Việt minh, cụ rất tự tin ra ứng cử với tư cách ứng viên tự do không thuộc đảng phái nào. Sau khi thất cử đại biểu Quốc hội ở Hải Phòng, Chủ tịch Hồ Chí Minh đề nghị Luật sư Vũ Trọng Khánh về ứng cử ở Hà Đông, quê nhà, theo sự giới thiệu của Mặt trận Việt minh, trong đợt bầu cử bổ sung, nhưng Luật sư Vũ Trọng Khánh tự ái không ra ứng cử nữa.

## Hoạt động trong ngành Tư pháp Việt nam
Sau khi Hội nghị Fontainebleau thất bại, ông về nước và tiếp tục công tác trong vai trò thành viên Hội đồng phúc thẩm. 
Trong suốt thời gian chín năm kháng chiến chống Pháp, ông làm Giám đốc Tư pháp Liên khu 10, Trưởng ban Nghiên cứu pháp lý, Giám đốc Vụ Hành chính tư pháp - Bộ Tư pháp.
Ngày 18 tháng 6 năm 1949, ông được cử tham gia Hội đồng tư vấn luật, với chức năng soạn thảo những dự án luật cho chính quyền Việt Nam Dân chủ Cộng hòa.
Trong suốt thời gian kháng chiến chống Pháp, ông đã tham gia soạn thảo nhiều văn bản pháp quy cho hệ thống luật chính quyền Việt Nam Dân chủ Cộng hòa.
Theo Hiệp định Genève, 1954, người Pháp phải rút quân khỏi Việt Nam. Ông cùng các thành viên chính phủ Việt Nam Dân chủ Cộng hòa về tiếp quản Hà Nội tháng 10 năm 1954,

## Tham gia chính quyền Hải phòng
Sau đó ông tham gia công tác tiếp quản Hải Phòng tháng 5 năm 1955, giữ chức Ủy viên Ủy ban hành chính Hải Phòng. 
Trong các năm 1956-1961, cùng với ông Tô Duy, ông là phó Chủ tịch thường trực Ủy ban hành chính thành phố. Chủ tịch Ủy ban Hành chính Thành phố là ông Hoàng Hữu Nhân. Ông chịu trách nhiêm quản lý hành chính, Văn hóa xã hội và Nhà đất, Ủy viên Hội đồng nhân dân thành phố.
Một thời gian sau, ông trở thành Chủ tịch Hội Luật gia Hải Phòng.
Ông nghỉ hưu năm 1977, được nhà nước Việt Nam tặng thưởng Huân chương Hồ Chí Minh (1994), Huân chương Kháng chiến hạng nhất (1961), Huân chương Kháng chiến chống Mỹ, cứu nước hạng nhất (1986).
Luật sư Vũ Trọng Khánh mất ngày 22 tháng 1 năm 1996, hưởng thọ 84 tuổi.

## Gia đình
Ông có các con trai là Thầy giáo Vũ Trọng Huỳnh (đã mất), Tiến sĩ Vật lý Vũ Trọng Hùng và Phó giáo sư, Tiến sĩ Vũ Trọng Khải, hiện đang là Giảng viên cao cấp ngành Kinh tế nông nghiệp, Trường Cán bộ Quản lý Nông nghiệp và Phát triển Nông thôn 2 tại TP.HCM.
Hiện nay tên của ông được đặt tên cho một tuyến phố ở quận Hà Đông, Hà Nội, nối từ đường Tố Hữu đi qua khu đô thị Mộ Lao đến đường Trần Phú ở xế trước Học viện An ninh Nhân dân.
Năm 2020 Tại cuộc họp HĐND thành phố Hải Phòng, tên ông được duyệt để đặt cho một con đường nối đường Văn Cao với đường Thiên Lôi qua địa bàn hai phường Đằng Giang và Đổng Quốc Bình.